# Арчил II
Арчи́л II (груз. არჩილი II; 1647—1713) — царь Имеретии (1661—1663, 1678—1679, 1690—1691, 1695—1696, 1698) и Кахетии (1664—1675), поэт-лирик, старший сын царя Картли Вахтанга V. Один из основателей грузинской колонии в Москве.

## Биография
Родился в 1647 году. В 1661 году картлийский царь Вахтанг V, отец Арчила, выступил в поход против имеретинского царя Баграта V. Вахтанг занял Кутаиси и захватил в плен имеретинского царя. Вахтанг посадил на царский трон в Кутаиси своего 14-летнего сына Арчила. В 1663 году по требованию Порты картлийский царь Вахтанг V вынужден был свести своего сына Арчила с имеретинского престола и освободил из плена законного царя Баграта V Слепого.
В 1664—1675 годах был царём Кахетии. В 1678 году Арчил вступил в тайные переговоры с имеретинскими вельможами, недовольными правлением своего царя Баграта. Арчил при поддержке местной знати занял Кутаиси и вторично занял имеретинский трон. Баграт Слепой бежал из столицы в Гурию. Оттуда Баграт Слепой обратился через ахалцихского пашу за помощью к Порте. Турецкий султан отправил большое войско на помощь Баграту в борьбе против Арчила. В августе 1679 году турецкая армия вторглась в Имеретию и стала опустошать царство. Имеретинский царь Арчил собрал войско и хотел вступить в битву с противником, но многие имеретинцы стали переходить на сторону его противника Баграта. Арчил вынужден был уйти в Рачу, а оттуда перебрался в Кулбити и Двалети.
В 1681 году Арчил вместе с детьми переехал в Москву, чтобы просить помощи у русского правительства. В Москве Арчил получил прекрасный прием. Всего в России он прожил шесть лет.
В 1687 году по приглашению своего младшего брата, картлийского царя Георгия XI, Арчил вместе с сыновьями вернулся в Грузию. Картлийский царь Георгий XI вновь решил посадить своего брата Арчила на царство в Имеретии. Братья установили связи с имеретинскими вельможами. Картлийский царь Георгий и его брат Арчил выступили в поход на Имеретию и прибыли в Гвелистави. Имеретинский царь Александр с большими силами выступил против братьев, которые отступили в Одиши. Арчил решил обратиться за помощью к турецкому султану и крымскому хану. Сам Арчил решил отправиться в Крым и приехал в Абхазию, где в Зуфу был принят с почестями князем Шервашидзе. Не найдя дороги, Арчил вернулся в Одиши.
Цари Георгий XI и Арчил прибыли в Сачилао, откуда просили имеретинского царя Александра предоставить им право свободного пропуска. Александр соглашался пропустить братьев через свои владения, если Арчил даст клятву, что не будет оспаривать у него имеретинский престол. Арчил вынужден был согласиться и прибыл в Рачу, а оттуда в Дигори. Между тем посланец Арчила побывал в Крыму и Стамбуле. Турецкий султан отправил в Имеретию своего специального представителя — капучи, чтобы узнать, кого имеры они хотят видеть на троне — Александра или Арчила. Имеретинский царь Александр решил убить капучи, который смог избежать смерти и бежал в Ахалцихе. Здесь турецкий чиновник встретился с картлийским царем Георгием, который пообещал ему свою верность, большую взятку и дать в заложники своих детей. Султан признал Арчила царём Имеретии и прислал к нему халат и саблю. Эрзурумский паша получил приказ возвести Арчила на царский престол в Имеретии.
В 1690 году большое турецкое войско, сопровождаемое царем Картли Георгием XI, вторглось в Имеретию. Арчил, проживавший в Дигори, соединился с турками. Имеретинский царь Александр бежал в Картли, где был с почестями принят царем Ираклием. Арчил в сопровождении турецкого войска вступил в Кутаиси, где был в третий раз провозглашен царем Имеретии. Все имеретинские вельможи, кроме Георгия Абашидзе, признали верховную власть Арчила. Зимой того же 1690 году некоторые имеретинские вельможи, недовольные правлением Арчила, пригласили из Картли своего прежнего царя Александра. В битве при Годогани Александр IV потерпел поражение и бежал в Картли.
В 1691 году имеретинский царь Арчил собрал большое войско и осадил крепость в Кутаиси, где находился турецкий гарнизон. Во время осады Арчил поссорился с влиятельным вельможей Георгием Липартиани, который снабдил турок продовольствием и отступил в Одиши. Арчил вынужден был снять осаду с кутаисской крепости. В том же 1691 году Александр IV обратился за помощь ахалцихскому паше в борьбе против Арчила. Турецкая армия вторглась в Имеретию. Многие вельможи перешли от Арчила на сторону Александра. Арчил не смог сопротивляться и бежал в Рачу, а оттуда уехал в Картли. Арчил с семьей и небольшим отрядом удалился в Двалети, а оттуда вторично отправился в Россию. В Черкезети Арчил едва не был захвачен в плен и вынужден был вернуться в Картли.
В 1695 году знатные имеретинские вельможи организовали заговор против своего царя Александра IV, который был схвачен и удавлен в Руиси. В том же году Арчил в четвёртый раз занял имеретинский царский трон.
В следующем 1696 году вельможи Георгий Абашидзе и Георгий Липартиани свергли с престола Арчила и посадили на царство Георгия Гочашвили, родственника имеретинской династии. Арчил уехал в Двалети. В 1697 году имеретинские вельможи свергли с престола Георгия Гочашвили и в очередной раз предложили Арчилу занять вакантный царский престол. Вначале Арчил отказался, но затем под давлением родственников вынужден был согласиться.

В 1698 году Арчил в пятый раз занял имеретинский царский престол. Турецкий султан приказал ахалцихскому Селим-паше изгнать Арчила из Имеретии. Селим-паша попросил картлийского царя Ираклия I прислать к нему царевича Симона, сына имеретинского царя Александра IV, который воспитывался при его дворе. Ираклий I прислал царевича Симона в Ахалцих, Селим-паша с войском вступил в Имеретию. Большинство имеретинских вельмож перешло на сторону паши и Симона. Царь Арчил, лишившись поддержки местной знати, осенью бежал в Рачу. Селим-паша занял Кутаиси и посадил на имеретинский царский престол Симона. Арчил из Рачи прибыл в Тагаури, где провёл зиму. 

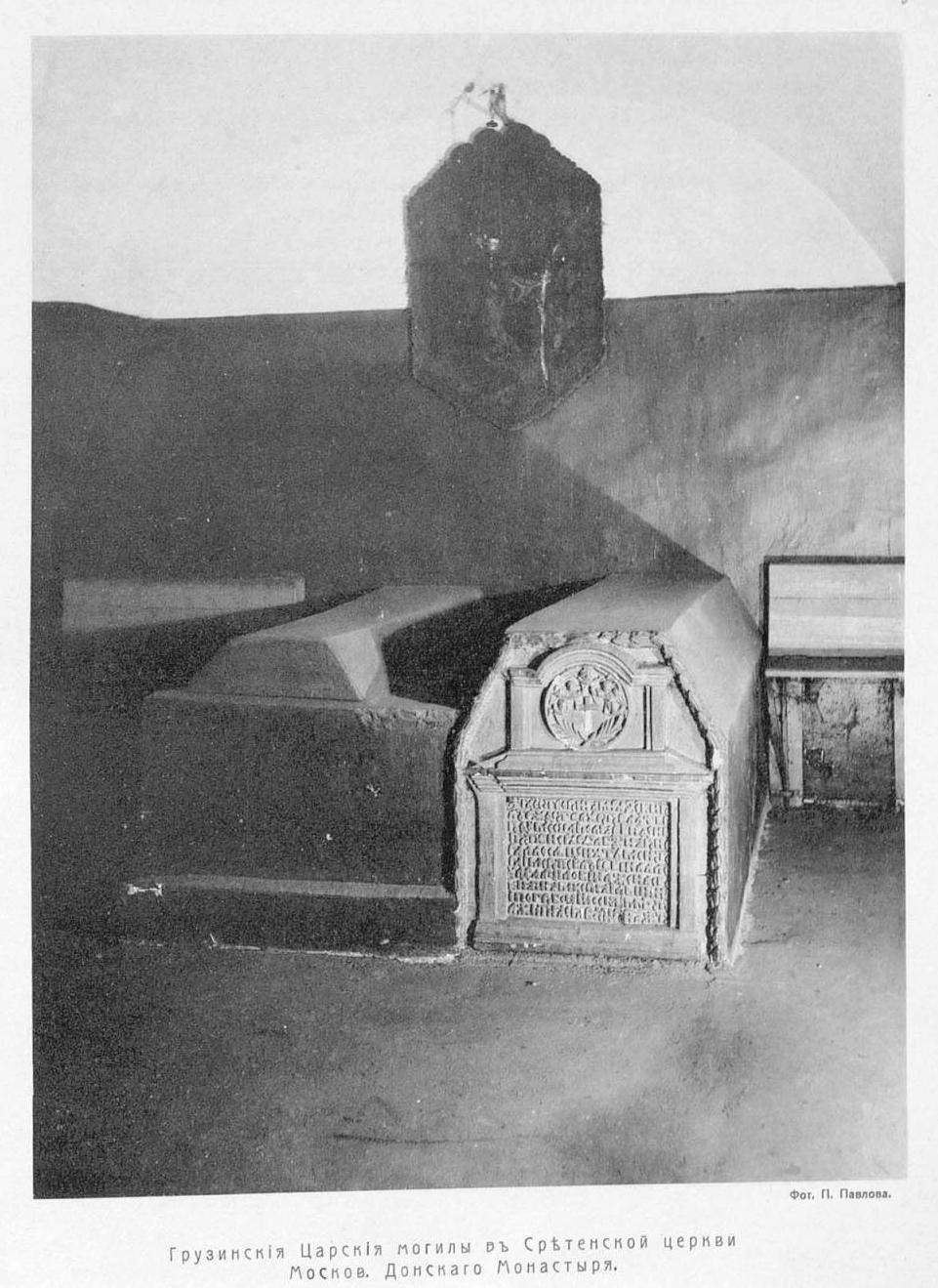
Царская усыпальница в 1913 году

Весной 1699 года царь Арчил Имеретинский окончательно эмигрировал в Россию и обосновался в Москве. Занимался литературной деятельностью, написал поэтический сборник «Арчилиани». Стал одним из основателей грузинской колонии в подмосковном селе Всехсвятском. При нём там была открыта первая грузинская типография.
Был женат дважды. Первая жена — дочь князя Нодара Цицишвили. Вторая жена — Кетеван, внучка царя Кахетии Теймураза I (с 1667/68 года). Все дети от второго брака:
- Александр Арчилович (1674—1711) — первый в истории России генерал-фельдцейхмейстер
- Матвей Арчилович (Мамука, 1676—1693)
- Дарья Арчиловна (Дареджан, 1678—1740)
- Давид Арчилович

Умер 16 февраля 1713 года в Москве; похоронен в Донском монастыре, в Сретенской церкви — нижнем приделе Большого собора, где им была основана родовая усыпальница.